# Johannes Nicolaas Ramaer

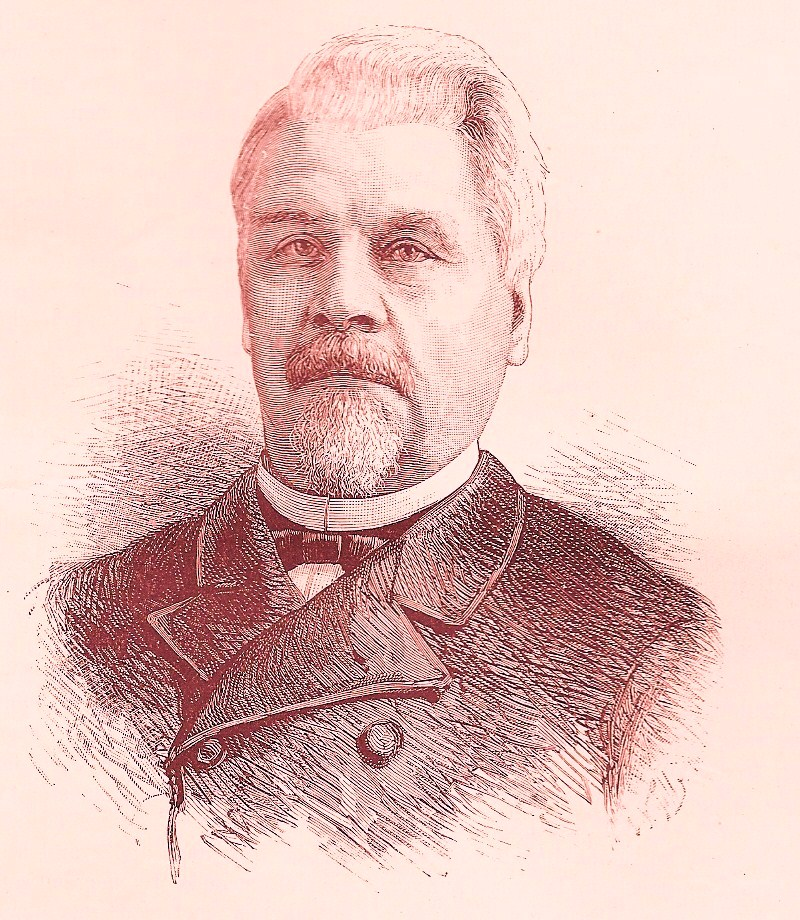
J.N. Ramaer in 1887

Johannes Nicolaas Ramaer ('s-Hertogenbosch, 20 april 1817 – Haarlem, 2 november 1887) was een vooraanstaande Nederlandse psychiater in de 19e eeuw.

## Levensloop
Ramaer studeerde geneeskunde, eerst in Utrecht en later in Groningen, nadat zijn ouders daarheen verhuisd waren. In 1836 beantwoordde hij een prijsvraag over ‘het oxygenium’ en werd daarvoor bekroond met een gouden medaille. Op 19 juli 1839 promoveerde hij op zijn dissertatie: De aethiopica generis humani varietate. Daarna verbleef hij enige tijd in het buitenland en bezocht Wenen, München, Marseille en Parijs.
Na zijn terugkomst vestigde hij zich als arts in Rotterdam. Op 22 mei 1841 werd hij bij besluit van de Gedeputeerde Staten van Gelderland benoemd als arts bij het krankzinnigengesticht in Zutphen. Op 18 januari 1842 kwam hij daar in dienst en een jaar later werd hij bevorderd tot eerste geneesheer, in welke functie hij werkzaam bleef tot 1 oktober 1863. Hij voerde er vele verbeteringen door, met name gericht op de behandeling van patiënten. Dit hing samen met het in werking treden van de eerste Krankzinnigenwet uit 1841. Hij was mede-oprichter van de "Nederlandsche Maatschappij ter bevordering der Geneeskunst", de huidige KNMG.
Op 26 juli 1863 werd hij benoemd tot geneesheer-directeur van het krankzinnigengesticht te Delft en bleef daar werkzaam tot 1 juli 1869. Hierna vestigde hij zich in Den Haag als vrijgevestigd arts, maar bleef wel verbonden aan het gesticht te Delft. Op 19 juli 1872 werd hij benoemd tot "inspecteur der gestichten voor krankzinnigen". Deze functie verwisselde hij op 1 oktober 1884, met die van "inspecteur voor het Staats-toezicht op krankzinnigen" en verhuisde in maart 1886 naar Haarlem. In deze verschillende betrekkingen heeft hij grote invloed uitgeoefend op de ontwikkeling en verbetering van de behandeling van psychiatrische patiënten in Nederland en stond hij mede aan basis van de oprichting van de Nederlandse vereniging voor psychiatrie, de beroepsvereniging voor psychiaters, in 1871. Ramaer stond bekend om zijn toewijding, hartelijke belangstelling, kritische blik en omvangrijke kennis.

## Personalia
Ramaer was de vader van Johan Christoffel Ramaer.